# Wilfredo Martínez
Wilfredo Yaniel Martínez Caraballoso (né le 9 janvier 1985 à Marianao, La Havane) est un athlète cubain, spécialiste du saut en longueur.
Il a été finaliste aux Jeux olympiques à Pékin et lors des Championnats du monde d'athlétisme en salle 2008.
Le 26 octobre 2016, le Comité international olympique annonce sa disqualification des Jeux de Pékin en raison de la présence d'acétazolamide dans les échantillons prélevés lors de ces Jeux.
Sa meilleure performance est de 8,31 m (en altitude) et de 8,19 m en plein air.